# Фэнхао
Фэнха́о (кит. трад. 灃鎬, упр. 沣镐, пиньинь Fēnghào) — столица Западной Чжоу, образованная в результате объединения двух прежних столиц династии — Фэн и Хао, располагавшихся по левую и по правую стороны реки Фэн близ места её слияния с Вэйхэ, на территории провинции Шэньси (ныне в составе КНР).
Руины Фэнхао в настоящее время находятся в 12 км к юго-западу от Сианя, в провинции Шэньси. В 1961 году постановлением Государственного совета Китайской Народной Республики руинам Фэнхао был присвоен статус значительного объекта культурного наследия.

## История
В XI веке до н. э. Вэнь-ван (находился у власти приблизительно в 1099—1050 годах до н. э.) захватил территории современной провинции Шэньси Вэнь-ваном и включил его в состав додинастической Чжоу с целью организации похода на его номинальных сюзеренов из династии Шан. В 1051 году до н. э. по его повелению была основана новая столица государства на западном берегу реки Фэн. Она расположилась в 100 км вниз по течению от первоначальной столицы на реке Вэйхэ, у подножья горы Ци. В качестве наименования города употребляются названия Фэн, Фэнси, Фэнцзин.
В 1046 году до н. э. произошла битва при Муе, в ходе которой Фа, сын Вэнь-вана, нанёс сокрушительное поражение династии Шан и провозгласил себя верховным правителем, взяв имя У-ван (находился у власти в 1046—1043 годах до н. э.). Теперь столица расположилась на восточном берегу реки Фэн и получила наименование Хао, или Хаоцзин. Впоследствии территории Фэн и Хао образовали новую столицу Фэнхао. Однако в районе Фэн продолжали проходить религиозные церемонии в храмах предков династии Чжоу и украшаться сады, в Хао же располагался дворец правителя и органы власти.
В 771 году до н. э. Фэнхао захватили воины племени цюаньжун, проживавшего в северо-восточной части Китая. Под его натиском вооружённые силы Чжоу отступили в долину реки Вэйхэ, и династия Западная Чжоу прекратила своё существование. Столица Восточной Чжоу расположилась на территории Чэнчжоу.